# Heliaeschna cynthiae
Heliaeschna cynthiae là một loài chuồn chuồn ngô thuộc họ Aeshnidae. Chúng được tìm thấy ở Cameroon, Uganda, và Zambia. Môi trường sống tự nhiên của chúng là các khu rừng ẩm ướt đất thấp nhiệt đới hoặc cận nhiệt đới.